# Constantino Tencalla
Constantino Tencalla, właśc. Costante Tencalla (ur. 1610 w Bissone (Szwajcaria), zm. 1647 w Warszawie) – architekt tesyński czynny w Rzeczypospolitej Obojga Narodów, przedstawiciel wczesnego baroku rzymskiego.

## Życiorys
Pracował w warsztacie Carla Maderny przy rozbudowie bazyliki św. Piotra (1609–1619) jako kamieniarz. Pracował w Wilnie od 1 września 1625 do 30 czerwca 1629 r. W latach 1633–1645 architekt królów Zygmunta III i Władysława IV. W 1634 r. był w Wilnie, ale wyjechał do Bissone (1635). W latach 1635–1637 przebywał ponownie w Rzeczypospolitej. W latach 1637–1643 z przerwą (1639/1640) pozostawał w Warszawie, co odnotował w rachunkach Wojciech Giza płacący za prace przy Zamku Królewskim w Warszawie. Później, aż do śmierci w 1647 r., był aktywny w Warszawie. 

## Prace
- Zamek Ujazdowski (współpracował z Matteo Castellim)[4] (od 1624)
- kaplica Zbaraskich przy kościele Dominikanów w Krakowie (1628–1632)
- kościół św. Teresy w Wilnie (1633–1650)
- kaplica św. Kazimierza w katedrze wileńskiej (1636)
- Pałac Radziwiłłów w Wilnie / Pałac Januszowski (po 1640 przed 1653)
- przypuszczalnie Arsenał Królewski w Warszawie (1638–1640)[5]
- pałac Kazanowskich w Warszawie (1637–1643)[2]
- kolumna Zygmunta III Wazy w Warszawie (1644)
- kościół Bernardynów na Pradze w Warszawie[1]
- wieża Władysławowska na Zamku Królewskim w Warszawie[1]
- pałac Koniecpolskich w Warszawie (1643)
- kamienica Wójtowska na Rynku Starego Miasta w Warszawie (1646–1647)[2]

Tencalli przypisywane jest także autorstwo kościoła Matki Bożej Loretańskiej w Warszawie.

## Galeria

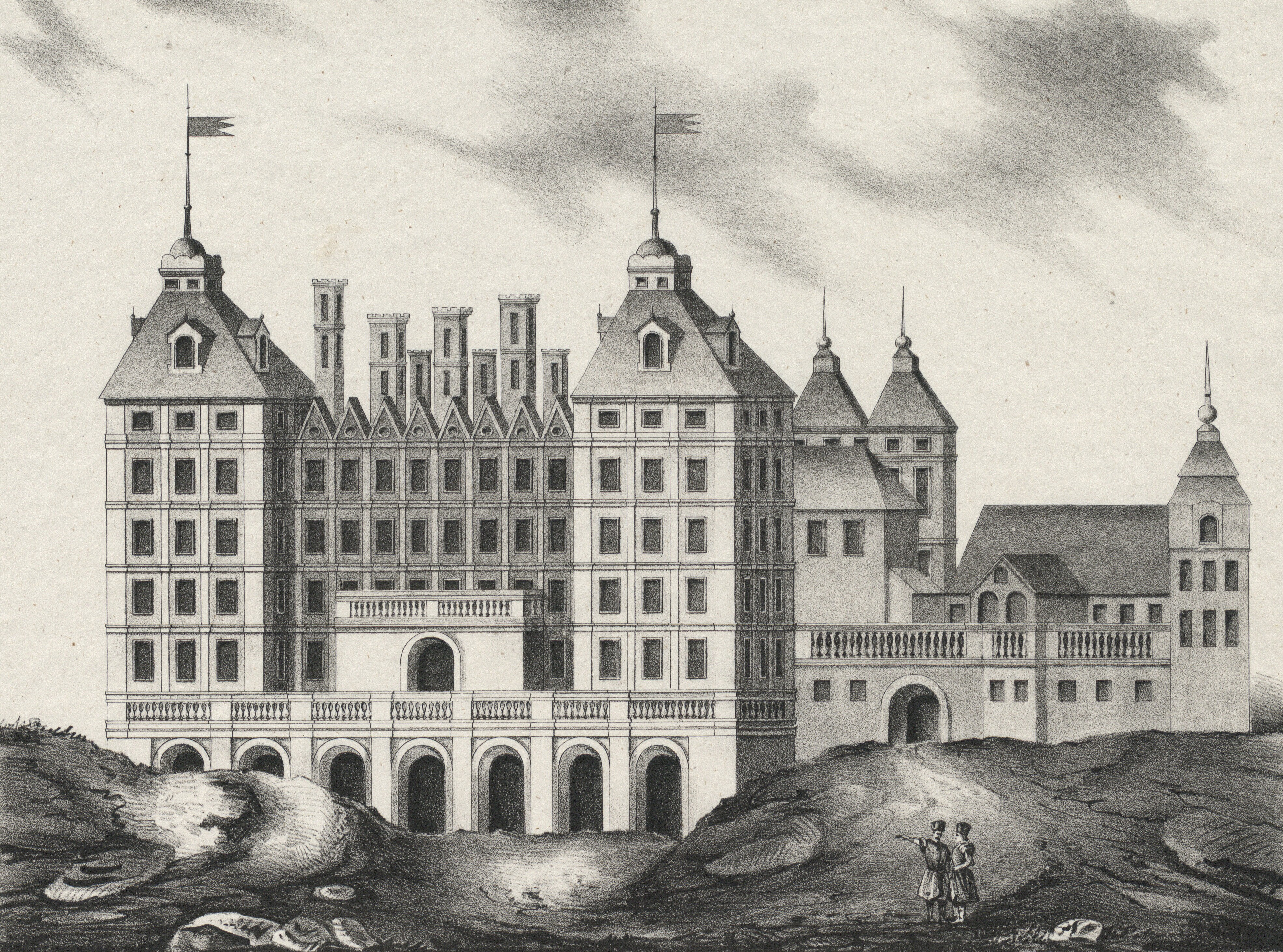
Pałac Kazanowskich w Warszawie
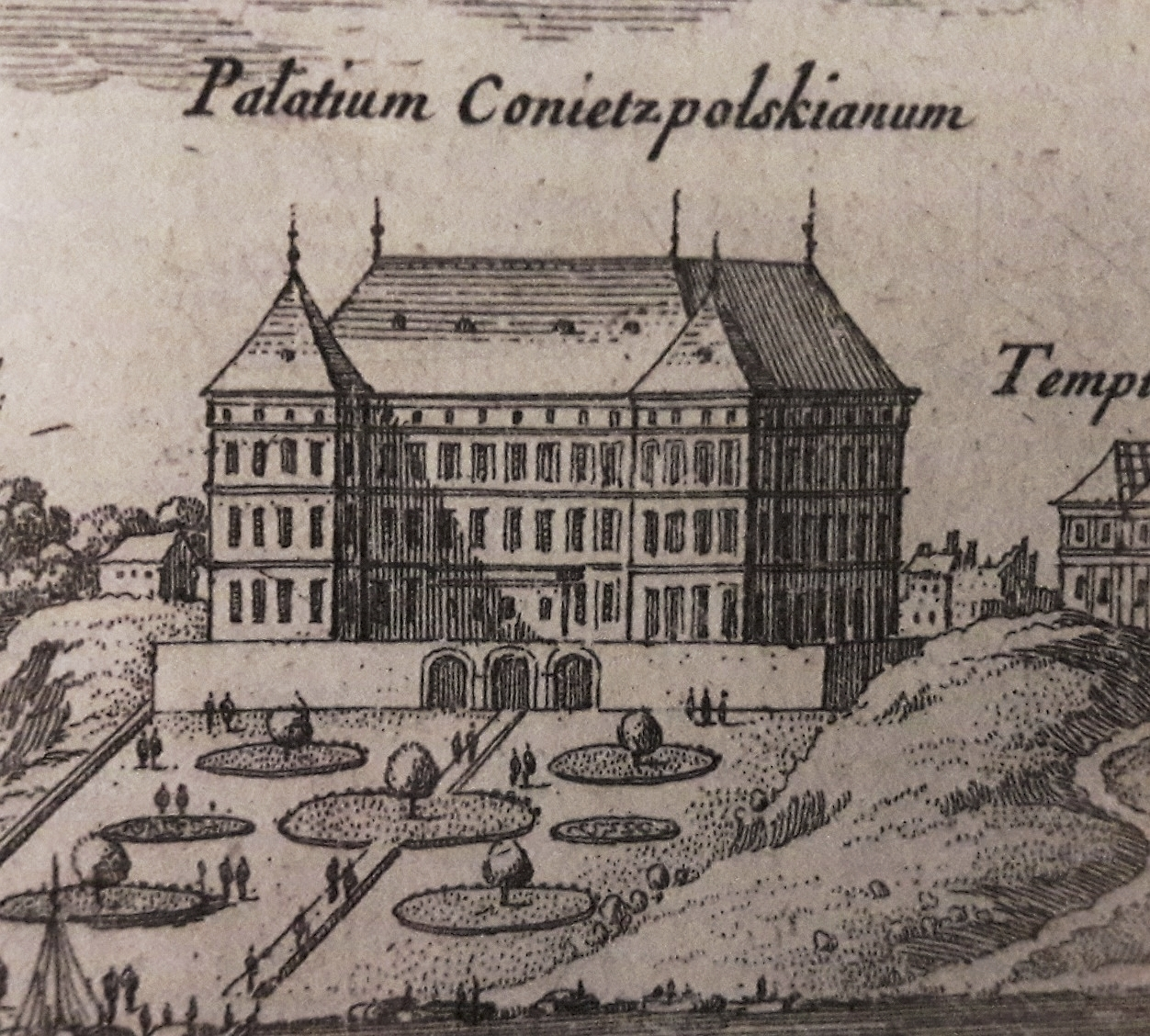
Pałac Koniecpolskich w Warszawie
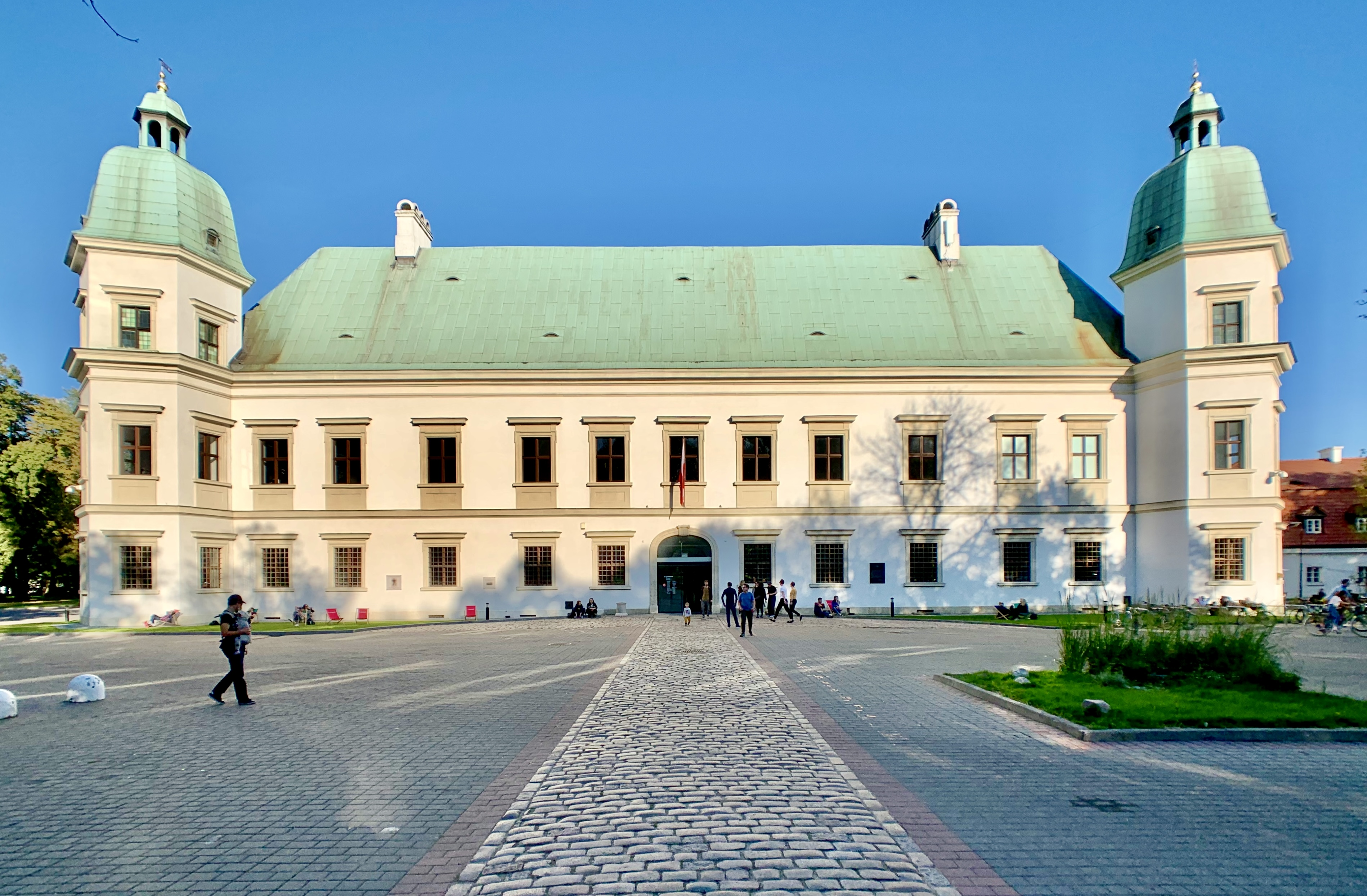
Warszawa - Zamek Ujazdowski
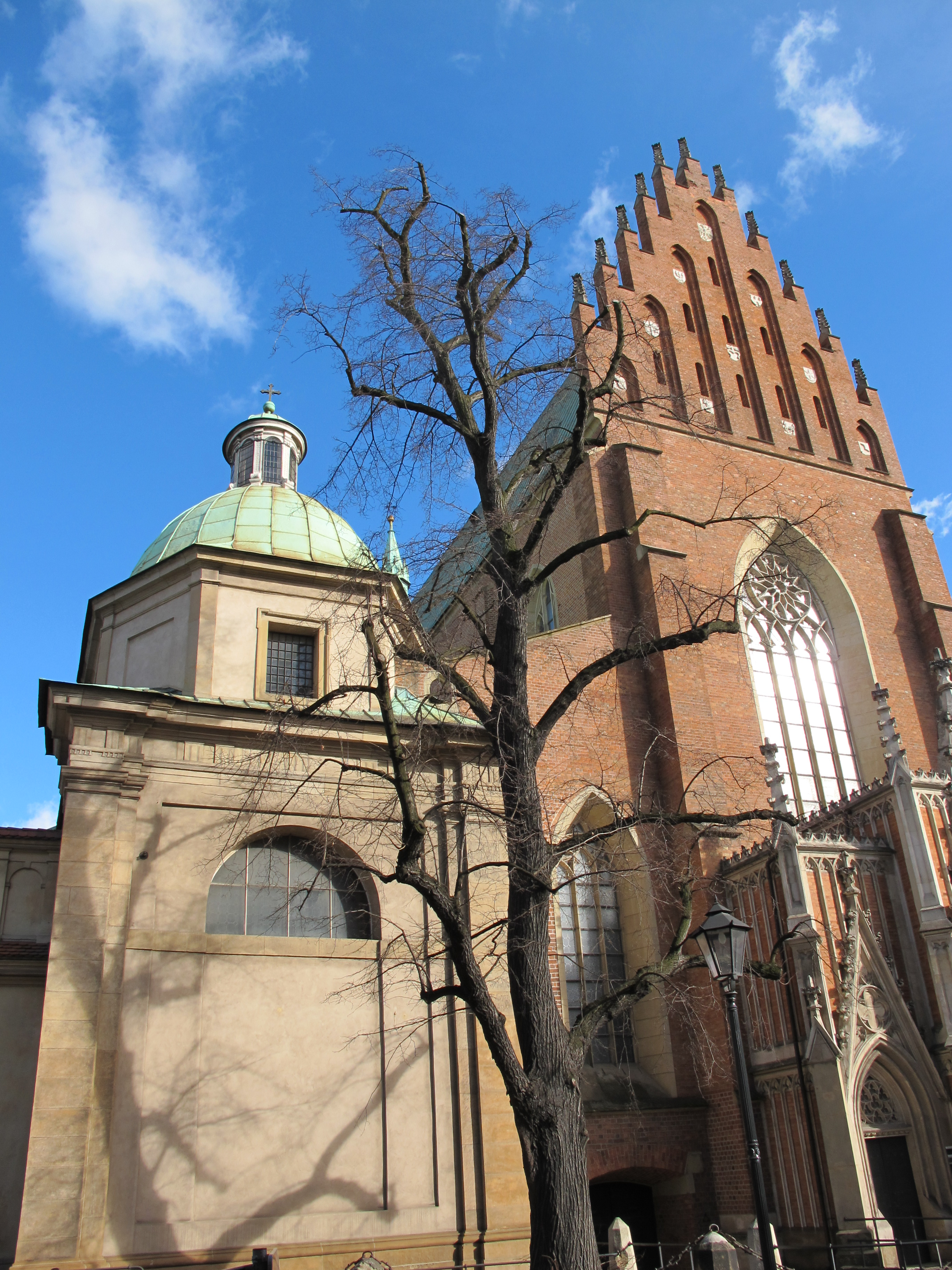
Kaplica Zbaraskich w Krakowie
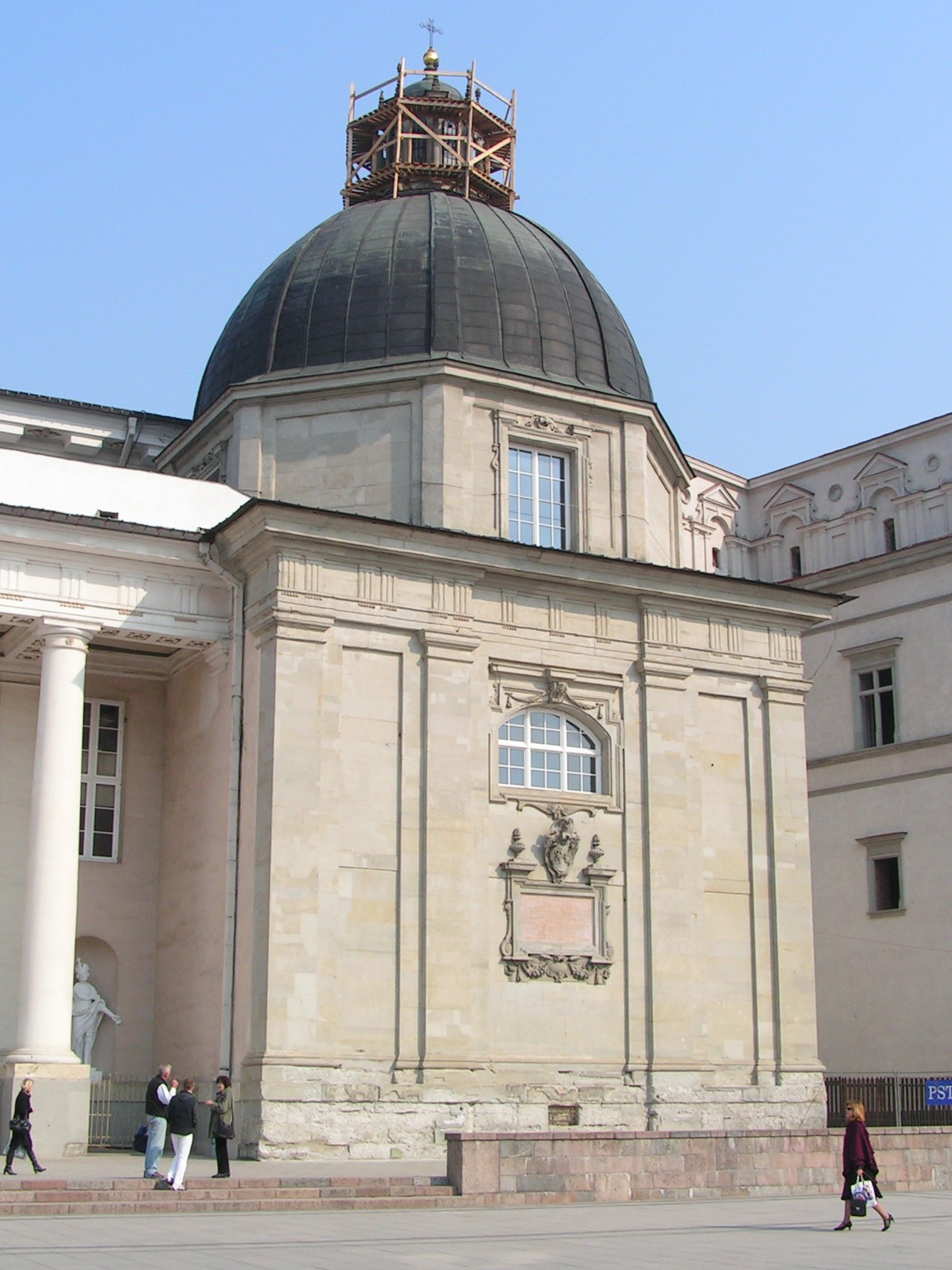
Kaplica św. Kazimierza w Wilnie
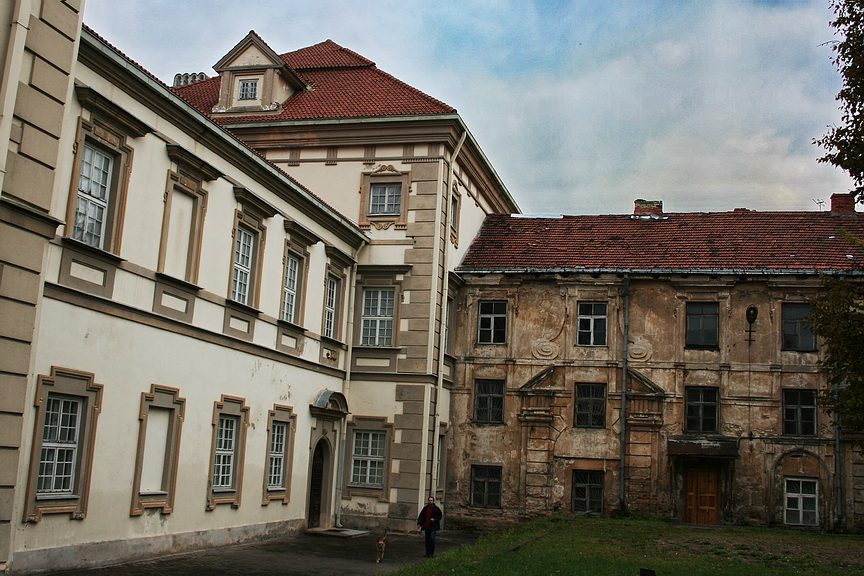
Pałac Radziwiłłów (Januszowski) w Wilnie
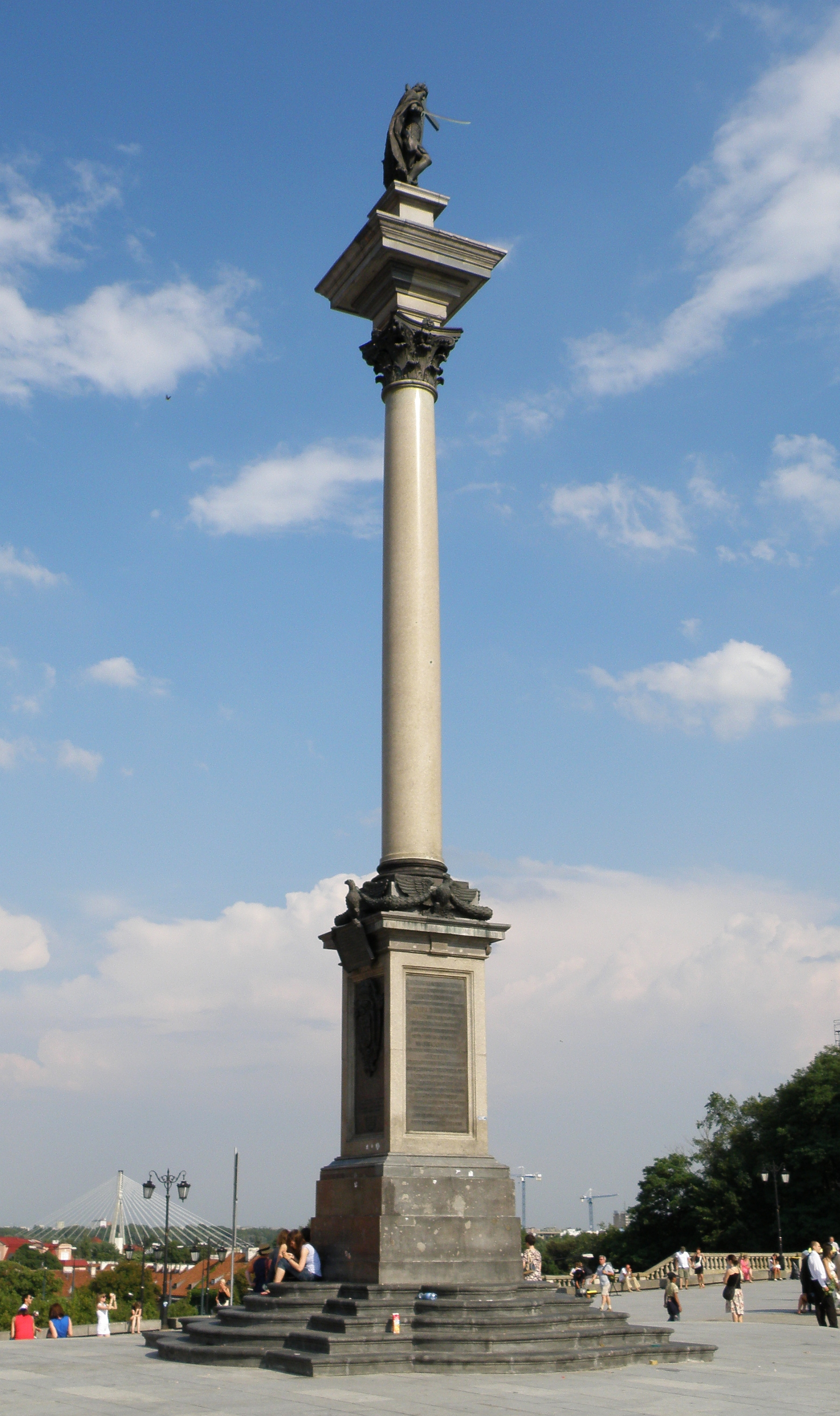
Kolumna Zygmunta w Warszawie
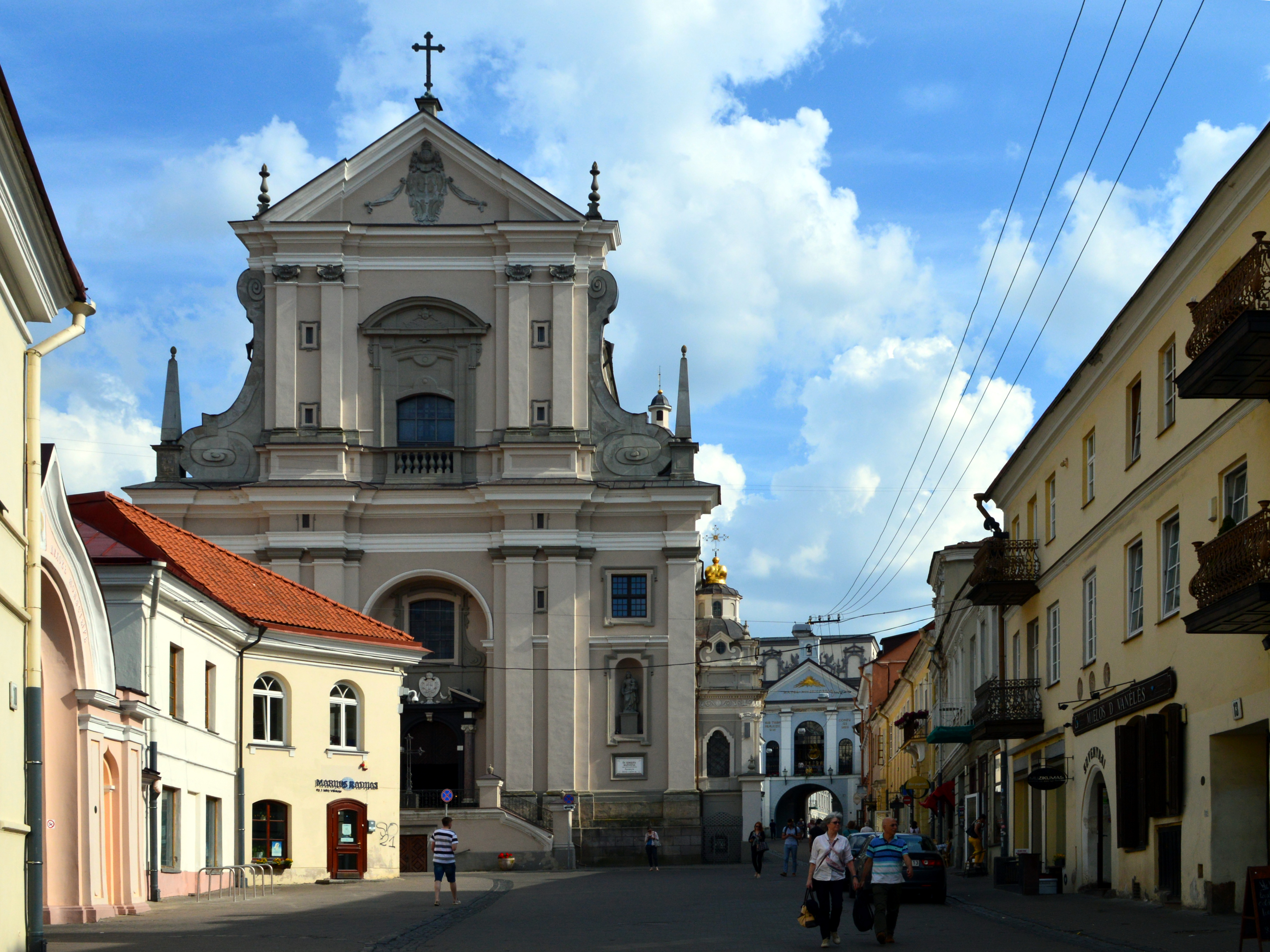
Kościół św. Teresy w Wilnie
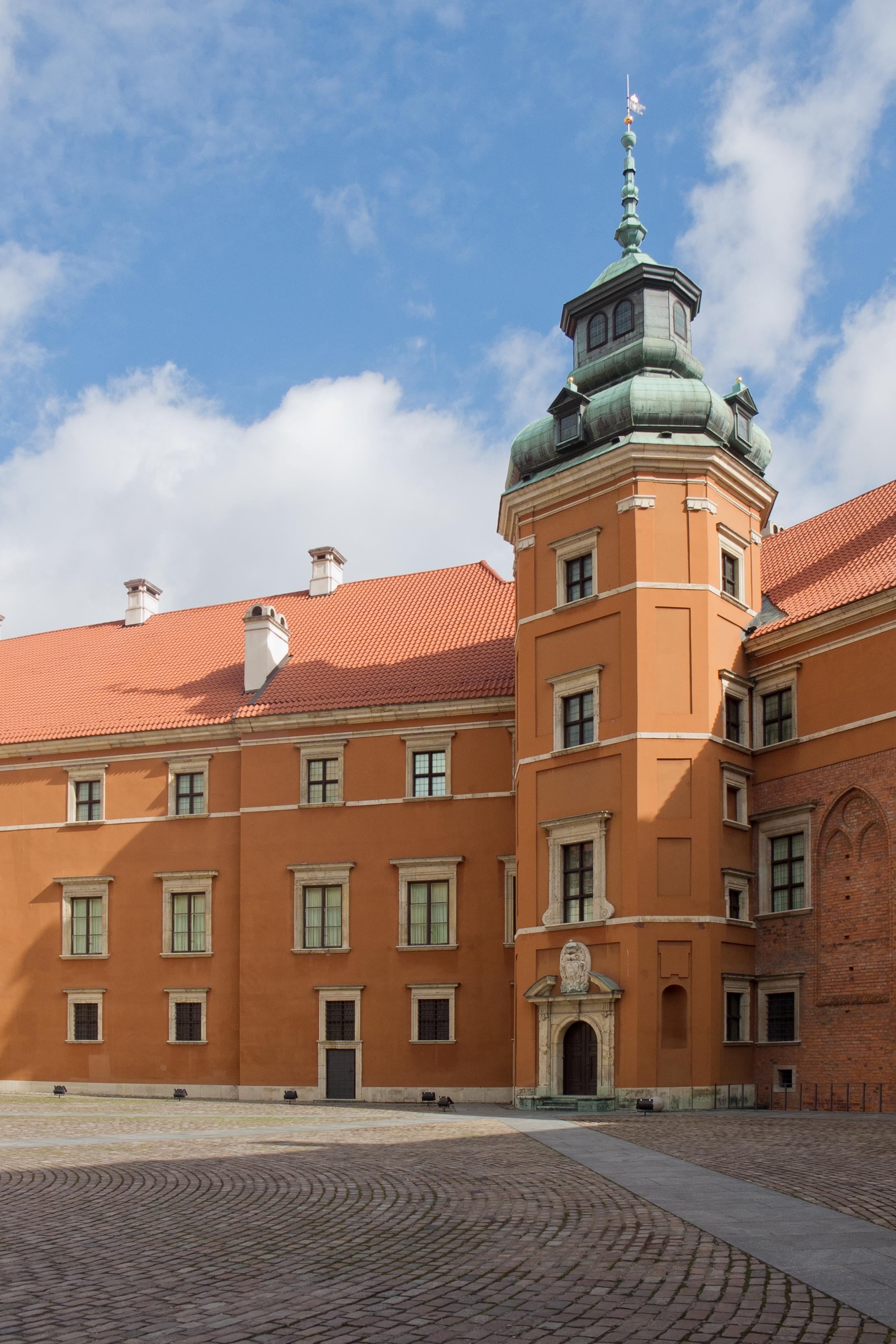
Warszawa - Wieża Władysławowska